# Hans Wiesenmayer
Hans Wiesenmayer (* 17. Dezember 1924 in Jimbolia, Königreich Rumänien; †  22. April 2007 in Immenstaad am Bodensee) war ein rumänischer Leichtathlet. Mit seiner Ausreise nach Deutschland 1969 erlangte er die deutsche Staatsbürgerschaft.

## Leben
Wiesenmayer war der Sohn einer banatschwäbischen Bauernfamilie. Er besuchte das katholische deutsche Knabengymnasium in Jimbolia und anschließend die Bildungsanstalt Banatia in Timișoara, wo er 1943 maturierte. Anfang der 1940er Jahre gewann er zweimal die rumänischen Meisterschaften im Zehnkampf und wurde 1943 Landesmeister im Weitsprung.
Im Januar 1945 wurde Hans Wiesenmayer zusammen mit seinem Vater und seiner Schwester zur Zwangsarbeit in die Sowjetunion verschleppt. 1947 kehrte er zurück und begann sein Medizinstudium in Timișoara. Dort formte er mit Sidea, Gunesch, Baciu, Bonfert und anderen die Handballelf des Klubs Societatea sportiva Politehnica der Polytechnischen Universität Timișoara. Er gehörte auch dem Klub Electrica an, wo er an der Seite von Sportlern wie die Gebrüder Raica, Hansi Söter, Luise Ernst und Jolán Balázs Leichtathletik trainierte. 1948 wurde er in die Leichtathletik-Nationalmannschaft Rumäniens berufen. 1949 erfolgte der Wechsel zum Sportklub Dinamo Bukarest. 1954 beendete er das Studium und wirkte darauf fünfzehn Jahre als Sportmediziner in Bukarest.
Wiesenmayer nahm an nationalen und internationalen Wettkämpfen teil und gewann dabei zahlreiche Titel in verschiedenen Disziplinen der Leichtathletik. Auf nationaler Ebene erreichte er 25 Landesmeistertitel in Einzelwettbewerben und 15 im Staffellauf. Er dominierte über Jahre den Weitsprung und verbesserte einige Male den rumänischen Landesrekord, so auch im 400-Meter-Lauf und im Dreisprung. Er startete bei internationalen Wettkämpfen etwa 25 Mal für Rumänien. Bei den internationalen Leichtathletik-Meisterschaften siegte er einmal im Weitsprung und zweimal im 400-Meter-Lauf, außerdem gewann er bei Länderkämpfen Rumäniens gegen Bulgarien, Belgien, die Schweiz und die Sowjetunion den Weitsprung, gegen Frankreich in Bukarest den 100-Meter-Lauf, den Weitsprung sowie die 4-mal-100-Meter-Staffel und in Paris den 100- und 200-Meter-Lauf, gegen Norwegen den 100-Meter-Lauf, gegen die Deutsche Demokratische Republik in Aue den 100-, 200- und 400-Meter-Lauf und die 4-mal-100-Meter-Staffel. Der Wettkampf in Aue im Juni 1957 war sein erfolgreichster; Wiesenmayer gewann in allen Disziplinen, in denen er angetreten war. Bei den Balkanspielen 1956 in Belgrad wurde er Erster im 100- und 200-Meter-Lauf und beim Wettkampf Balkan–Skandinavien in Athen im selben Jahr gewann er den 400-Meter-Lauf. Außerdem dominierte er den 100-Meter-Lauf bei verschiedenen internationalen Wettkämpfen in Sofia, Prag, Warschau und Wien.
1958 wurde Wiesenmayer wegen seiner sogenannten „ungesunden sozialen Herkunft“ und „politischen Unzuverlässigkeit“ aus dem Klub Dinamo ausgeschlossen und mit Sportverbot belegt. Er wurde später inoffiziell rehabilitiert und zum Arzt des Rumänischen Leichtathletikverbandes sowie zum Trainer der Kurzstreckenläufer berufen. Nach seiner dreijährigen Zwangsunterbrechung startete er 1961 für den Bukarester Sportklub Progresul und gewann erneut den rumänischen Landesmeistertitel im 400-Meter-Lauf.
1969 übersiedelte Wiesenmayer von Rumänien in die Bundesrepublik Deutschland. Nach einer Ausbildung zum Facharzt für Anästhesie und Intensivmedizin arbeitete er zunächst als Assistenzarzt, dann als Oberarzt und später als Chefarztvertreter. Ende 1989 begab er sich in den Ruhestand.

## Ehrungen
- Maestru emerit al sportului, Verdienter Meister des Sports, Rumänien
- Ehrenbürger Hatzfelds, 2005